# Macrochernes attenuatus
Macrochernes attenuatus är en spindeldjursart som beskrevs av William B. Muchmore 1969. Macrochernes attenuatus ingår i släktet Macrochernes och familjen blindklokrypare. Inga underarter finns listade i Catalogue of Life.